# Омура, Сатоси
Сатоси Омура (яп. 大村智; род. 12 июля 1935, префектура Яманаси, Япония) — японский учёный-биохимик.
Доктор фармацевтических наук (1968), доктор химических наук (1970). Член Японской академии наук (2001). Профессор Университета Китасато (с 1975 года). В 2015 году он разделил Нобелевскую премию по физиологии и медицине вместе с Уильямом Кэмпбеллом и Ту Юю. Им удалось открыть новый класс лекарств на основе авермектинов — продуктов жизнедеятельности бактерий Streptomyces avermitilis, что позволило эффективнее лечить инфекции, переносимые паразитическими червями (в частности, онхоцеркозами элефантиазом).
Иностранный член Национальной академии наук США (1999), Французской академии наук (2002).

## Награды
- Премия Уэхара[яп.] (1988)
- Премия Японской академии наук (1990)
- Медаль Почёта с Пурпурной лентой[яп.] (1992)
- Премия Фудзивары[яп.] (1995)
- Медаль Роберта Коха (1997)
- Prince Mahidol Award[англ.] (1997)
- Nakanishi Prize[англ.] (2000)
- Ernest Guenther Award[англ.] (2005)
- Орден Почётного легиона (2008)
- Tetrahedron Prize[англ.] (2010)
- Орден Священного сокровища (2011)
- Заслуженный деятель культуры[англ.] (2012)
- Canada Gairdner Global Health Award[нем.] (2014)
- Премия Асахи (2014)
- Орден Культуры (2015)
- Нобелевская премия по физиологии и медицине (2015)